# Viercontinentenkampioenschap kunstschaatsen 2003
Het Viercontinentenkampioenschap is een jaarlijks terugkerend evenement in het kunstschaatsen dat georganiseerd wordt door de Internationale Schaatsunie (ISU) voor deelnemers uit landen buiten Europa, namelijk van de vier continenten Afrika, Azië, Amerika en Oceanië.
De editie van 2003 was het vijfde "4CK" dat werd georganiseerd. Het vond plaats van 10 tot en met 16 februari in Peking, China.
Medailles waren er te verdienen in de traditionele onderdelen: mannen individueel, vrouwen individueel, paarrijden en ijsdansen.

## Deelnemende landen
Alle ISU-leden uit Afrika, Amerika, Azië en Oceanië hadden het recht om maximaal drie startplaatsen per discipline in te vullen. Deze regel is afwijkend ten opzichte van de overige ISU kampioenschappen, waarbij extra startplaatsen worden "verdiend" door de prestaties van de deelnemers in het voorgaande jaar.
Elf landen schreven dit jaar deelnemers in voor dit toernooi. Zij vulden dit jaar 72 startplaatsen in. Canada en China vulden de maximale mogelijkheid in van twaalf startplaatsen. Hongkong en Kazachstan vaardigden dit jaar geen deelnemer af.
(Tussen haakjes het totaal aantal startplaatsen over de vier onderdelen.)
| Canada (12) China (12) Verenigde Staten (11) Japan (9) | Australië (7) Mexico (6) Zuid-Korea (4) Nieuw-Zeeland (3) | Oezbekistan (3) Zuid-Afrika (3) Taiwan (2) |

## Medailleverdeling
Bij de mannen won de Japanner Takeshi Honda net als in 1999 de titel. Het was zijn vierde medaille, in 2001 en 2002 werd hij tweede. De Chinees Zhang Min op de tweede plaats behaalde zijn tweede medaille, in 2000 werd hij derde. Zijn landgenoot Li Chengjiang op plaats drie behaalde zijn vierde medaille, in 1999 en 2000 werd hij tweede en in 2002 kampioen.
In het vrouwentoernooi gingen alle drie de medailles naar Japan. Fumie Suguri won net als in 2001 de titel. Het was haar tweede medaille. Ook voor Shizuka Arakawa was het haar tweede, net als in 2002 werd ze dit jaar ook tweede. Hun debuterende landgenote Yukari Nakano nam de derde positie in en was dit jaar de enige nieuweling op de vier podiums.
Bij de paren gingen alle drie de medailles naar China. Shen Xue / Zhao Hongbo wonnen net als in 1999 de titel. Het was hun derde medaille, in 2001 werden ze tweede. Voor Pang Qing / Tong Jian op plaats twee was het hun tweede medaille, in 2002 werden ze kampioen. Zhang Dan / Zhang Hao op de derde plaats namen voor het eerst plaats op het erepodium.
Bij het ijsdansen werd het Canadese paar Shae-Lynn Bourne / Victor Kraatz net als in 1999 kampioen, het was hun tweede medaille. Het Amerikaanse paar Tanith Belbin / Benjamin Agosto stond voor de tweede keer op het erepodium en net als in 2002 op de tweede plaats. Hun landgenoten Naomi Lang / Peter Tchernyshev op plaats drie namen voor de vijfde keer plaats op het erepodium, ook in 1999 en 2002 werden ze derde, in 2000 tweede en in 2001 kampioen.
| Onderdeel | Goud                             | Zilver                          | Brons                          |
| --------- | -------------------------------- | ------------------------------- | ------------------------------ |
| Mannen    | Takeshi Honda                    | Zhang Min                       | Li Chengjiang                  |
| Vrouwen   | Fumie Suguri                     | Shizuka Arakawa                 | Yukari Nakano                  |
| Paren     | Shen Xue / Zhao Hongbo           | Pang Qing / Tong Jian           | Zhang Dan / Zhang Hao          |
| IJsdansen | Shae-Lynn Bourne / Victor Kraatz | Tanith Belbin / Benjamin Agosto | Naomi Lang / Peter Tchernyshev |

## Uitslagen
| #      | naam (deelname)       | land                      | punten | korte kür | lange kür |
| ------ | --------------------- | ------------------------- | ------ | --------- | --------- |
| Goud   | Takeshi Honda (5)     | Vlag van Japan            | 2.0    | 2         | 1         |
| Zilver | Zhang Min (4)         | Vlag van China            | 3.5    | 3         | 2         |
| Brons  | Li Chengjiang (4)     | Vlag van China            | 3.5    | 1         | 3         |
| 4      | Jeffrey Buttle (2)    | Vlag van Canada           | 7.5    | 5         | 5         |
| 5      | Emanuel Sandhu (5)    | Vlag van Canada           | 8.0    | 8         | 4         |
| 6      | Ryan Jahnke (2)       | Vlag van Verenigde Staten | 9.0    | 6         | 6         |
| 7      | Li Yunfei (3)         | Vlag van China            | 11.0   | 4         | 9         |
| 8      | Scott Smith           | Vlag van Verenigde Staten | 12.0   | 9         | 8         |
| 9      | Fedor Andreev         | Vlag van Canada           | 13.0   | 12        | 7         |
| 10     | Evan Lysacek          | Vlag van Verenigde Staten | 15.5   | 11        | 10        |
| 11     | Kensuke Nakaniwa      | Vlag van Japan            | 15.5   | 7         | 12        |
| 12     | Lee Kyu-hyun (3)      | Vlag van Zuid-Korea       | 18.0   | 14        | 11        |
| 13     | Daisuke Takahashi     | Vlag van Japan            | 18.0   | 10        | 13        |
| 14     | Bradley Santer (4)    | Vlag van Australië        | 20.5   | 13        | 14        |
| 15     | Stuart Beckingham (2) | Vlag van Australië        | 22.5   | 15        | 15        |
| 16     | Ricky Cockerill (4)   | Vlag van Nieuw-Zeeland    | 24.0   | 16        | 16        |
| 17     | Sean Carlow           | Vlag van Australië        | 26.5   | 19        | 17        |
| 18     | Manuel Segura (3)     | Vlag van Mexico           | 27.0   | 18        | 18        |
| 19     | Simon Thode (3)       | Vlag van Nieuw-Zeeland    | 27.5   | 17        | 19        |
| 20     | Adrian Alvarado       | Vlag van Mexico           | 30.5   | 21        | 20        |
| 21     | Humberto Contreras    | Vlag van Mexico           | 31.0   | 20        | 21        |

| #                | naam (deelname)              | land                      | punten | korte kür | lange kür |
| ---------------- | ---------------------------- | ------------------------- | ------ | --------- | --------- |
| Goud             | Fumie Suguri (4)             | Vlag van Japan            | 1.5    | 1         | 1         |
| Zilver           | Shizuka Arakawa (4)          | Vlag van Japan            | 3.0    | 2         | 2         |
| Brons            | Yukari Nakano                | Vlag van Japan            | 4.5    | 3         | 3         |
| 4                | Ann Patrice McDonough (2)    | Vlag van Verenigde Staten | 6.0    | 4         | 4         |
| 5                | Jennifer Robinson (5)        | Vlag van Canada           | 9.0    | 8         | 5         |
| 6                | Fang Dan (3)                 | Vlag van China            | 9.0    | 6         | 6         |
| 7                | Amber Corwin (3)             | Vlag van Verenigde Staten | 9.5    | 5         | 7         |
| 8                | Joannie Rochette (2)         | Vlag van Canada           | 11.5   | 7         | 8         |
| 9                | Anastasiya Gimazetdinova (5) | Vlag van Oezbekistan      | 14.5   | 11        | 9         |
| 10               | Miriam Manzano (3)           | Vlag van Australië        | 15.0   | 10        | 10        |
| 11               | Sun Siyin (3)                | Vlag van China            | 16.5   | 9         | 12        |
| 12               | Annie Bellemare (5)          | Vlag van Canada           | 18.0   | 14        | 11        |
| 13               | Park Bit-na (3)              | Vlag van Zuid-Korea       | 19.0   | 12        | 13        |
| 14               | Liu Yan                      | Vlag van China            | 20.5   | 13        | 14        |
| 15               | Joanne Carter (4)            | Vlag van Australië        | 23.0   | 16        | 15        |
| 16               | Shirene Human (5)            | Vlag van Zuid-Afrika      | 24.5   | 17        | 16        |
| 17               | Choi Young-eun (4)           | Vlag van Zuid-Korea       | 24.5   | 15        | 17        |
| 18               | Lee Sun-bin                  | Vlag van Zuid-Korea       | 27.5   | 19        | 18        |
| 19               | Sarah-Yvonne Prytula (3)     | Vlag van Australië        | 28.0   | 18        | 19        |
| 20               | Ana Cecilia Cantu            | Vlag van Mexico           | 30.0   | 20        | 20        |
| 21               | Jenna-Anne Buys (2)          | Vlag van Zuid-Afrika      | 32.5   | 23        | 21        |
| 22               | Diane Chen (4)               | Vlag van Taiwan           | 34.5   | 24        | 22        |
| 23               | Abigail Pietersen            | Vlag van Zuid-Afrika      | 34.0   | 22        | 23        |
| 24               | Gladys Orozco Montemayor (4) | Vlag van Mexico           | 34.5   | 21        | 24        |
| Alleen korte kür |                              |                           |        |           |           |
| 25               | Shirley Hsin Hui Tsai        | Vlag van Taiwan           |        | 25        |           |
| 26               | Imelda-Rose Hegerty (3)      | Vlag van Nieuw-Zeeland    |        | 26        |           |
| 27               | Ingrid Roth (2)              | Vlag van Mexico           |        | 27        |           |

| #      | naam (deelname)                             | land                      | punten | korte kür | lange kür |
| ------ | ------------------------------------------- | ------------------------- | ------ | --------- | --------- |
| Goud   | Shen Xue (3) Zhao Hongbo (3)                | Vlag van China            | 1.5    | 1         | 1         |
| Zilver | Pang Qing (5) Tong Jian (5)                 | Vlag van China            | 3-0    | 2         | 2         |
| Brons  | Zhang Dan (2) Zhang Hao (2)                 | Vlag van China            | 4.5    | 3         | 3         |
| 4      | Anabelle Langlois (3) Patrice Archetto (3)  | Vlag van Canada           | 6.0    | 4         | 4         |
| 5      | Tiffany Scott (4) Philip Dulebohn (4)       | Vlag van Verenigde Staten | 7.5    | 5         | 5         |
| 6      | Kathryn Orscher (2) Garrett Lucash (2)      | Vlag van Verenigde Staten | 10.0   | 8         | 6         |
| 7      | Yuko Kawaguchi (3) Alexander Markuntsov (3) | Vlag van Japan            | 10.0   | 6         | 7         |
| 8      | Jacinthe Larivière (2) Lenny Faustino (2)   | Vlag van Canada           | 11.5   | 7         | 8         |
| 9      | Elizabeth Putnam Sean Wirtz                 | Vlag van Canada           | 14.0   | 10        | 9         |
| 10     | Marina Aganina (2) Artem Knyazev (4)        | Vlag van Oezbekistan      | 15.5   | 11        | 10        |
| -      | Rena Inoue (2) John Baldwin jr. (2)         | Vlag van Verenigde Staten |        | 9         | tzt *     |

| #      | naam (deelname)                              | land                      | punten | verpl. kür | org. kür | vrije kür |
| ------ | -------------------------------------------- | ------------------------- | ------ | ---------- | -------- | --------- |
| Goud   | Shae-Lynn Bourne (3) Victor Kraatz (3)       | Vlag van Canada           | 2.0    | 1          | 1        | 1         |
| Zilver | Tanith Belbin (2) Benjamin Agosto (2)        | Vlag van Verenigde Staten | 4.8    | 4          | 2        | 2         |
| Brons  | Naomi Lang (5) Peter Tchernyshev (5)         | Vlag van Verenigde Staten | 5.6    | 2          | 3        | 3         |
| 4      | Marie-France Dubreuil (3) Patrice Lauzon (3) | Vlag van Canada           | 7.6    | 3          | 4        | 4         |
| 5      | Megan Wing (5) Aaron Lowe (5)                | Vlag van Canada           | 10.5   | 5          | 5        | 5         |
| 6      | Melissa Gregory Denis Petukhov               | Vlag van Verenigde Staten | 12.0   | 6          | 6        | 6         |
| 7      | Zhang Weina (5) Cao Xianming (5)             | Vlag van China            | 14.0   | 7          | 7        | 7         |
| 8      | Rie Arikawa (4) Kenji Miyamoto (4)           | Vlag van Japan            | 17.0   | 9          | 9        | 8         |
| 9      | Nozomi Watanabe (5) Akiyuki Kido (5)         | Vlag van Japan            | 17.0   | 8          | 8        | 9         |
| 10     | Yang Fang Gao Chongbo                        | Vlag van China            | 20.0   | 10         | 10       | 10        |
| 11     | Yu Xiaoyang Wang Chen                        | Vlag van China            | 22.6   | 11         | 12       | 11        |
| 12     | Olga Akimova (4) Ramil Sarkulov (3)          | Vlag van Oezbekistan      | 24.6   | 12         | 13       | 12        |
| -      | Natalie Buck (3) Trent Nelson-Bond (4)       | Vlag van Australië        |        | 13         | 11       | tzt *     |

1999 · 
2000 · 
2001 · 
2002 · 
2003 · 
2004 · 
2005 · 
2006 ·
2007 ·
2008 ·
2009 ·
2010 ·
2011 ·
2012 ·
2013 ·
2014 ·
2015 ·
2016 ·
2017 ·
2018 ·
2019 ·
2020 ·
2021 ·
2022
EK kunstschaatsen ·
WK kunstschaatsen ·
WK kunstschaatsen junioren ·
Olympische Spelen